# Eyvind Kang

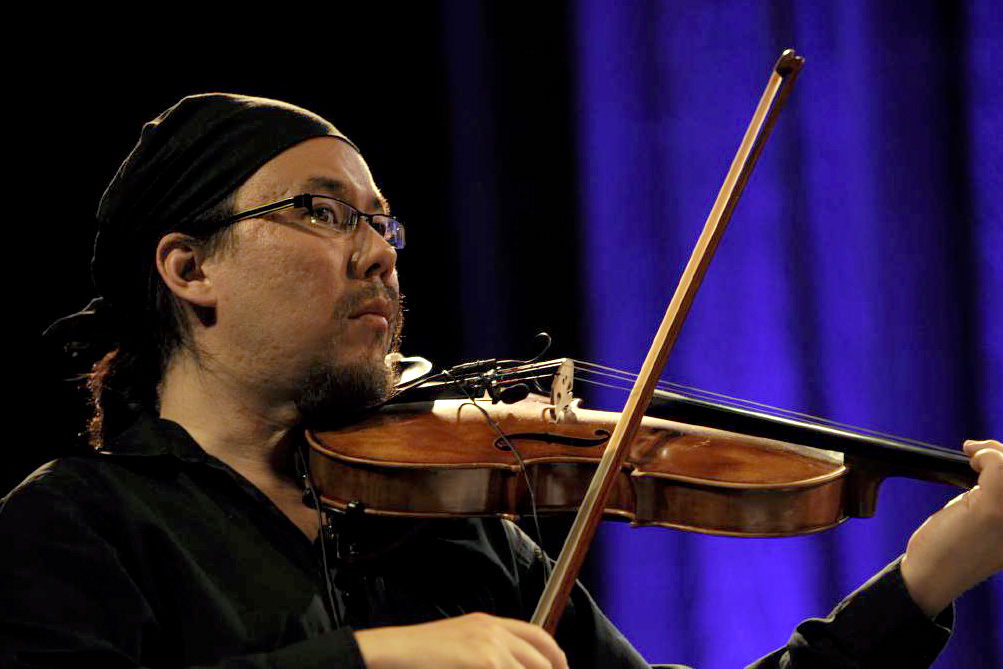
Eyvind Kang, moers festival 2010

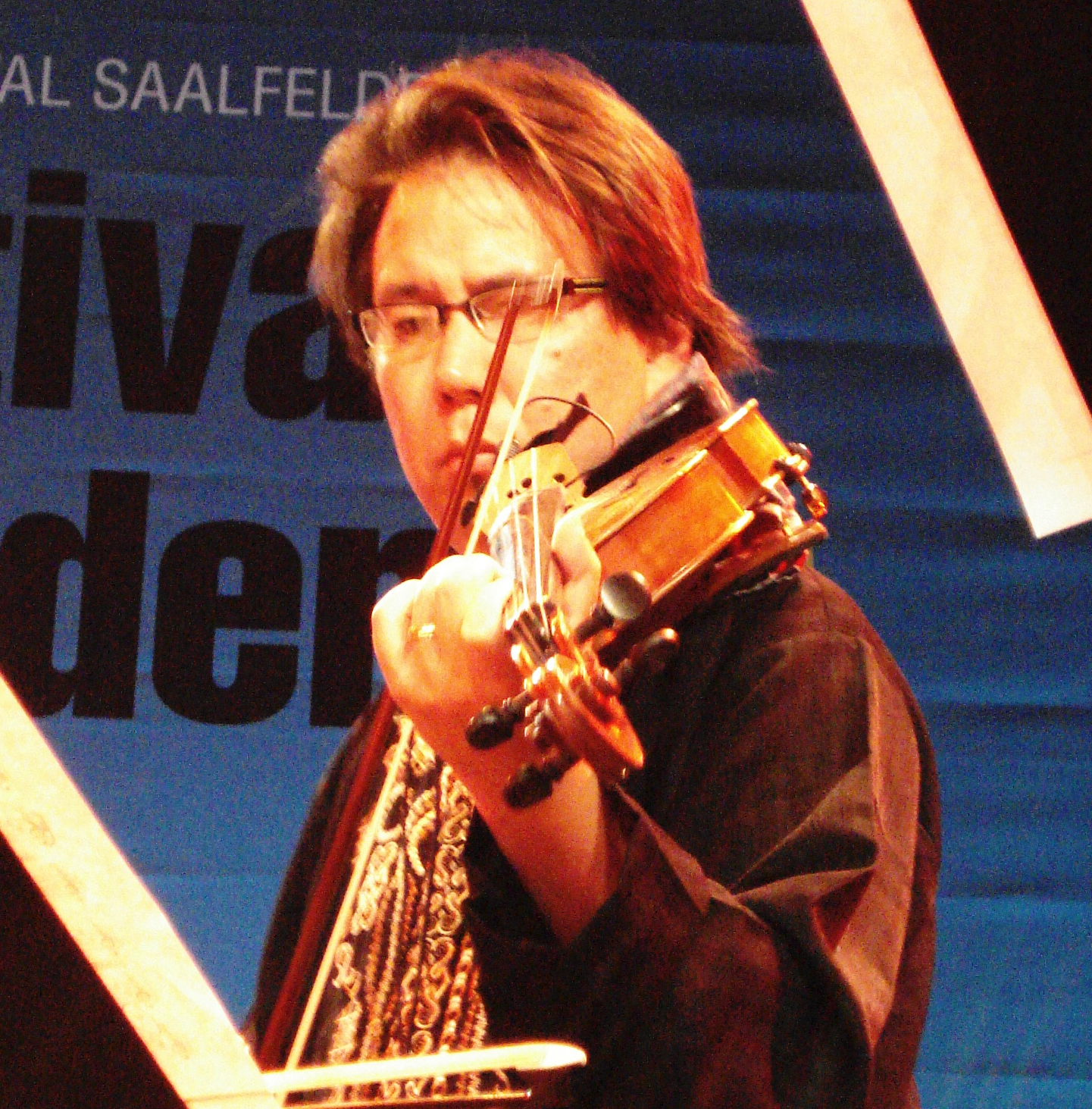
Eyvind Kang (2009 in Saalfelden)

Eyvind Kang (* 23. Juni 1971 in Corvallis (Oregon)) ist ein amerikanischer Komponist und Multiinstrumentalist (Violine, Bratsche, Tuba, Erhu) des Modern Creative.

## Leben und Wirken
Kang wuchs in Kanada und den Vereinigten Staaten auf. Ab 1990 studierte er in Seattle auf dem Cornish College of the Arts bei Michael White  und nahm später zusätzlich Unterricht bei N. Rajam in Mumbai. Durch Wayne Horvitz lernte er John Zorn kennen. Er arbeitete mit so unterschiedlichen Musikern wie Zorn, Horvitz, François Houle, Bill Frisell, Mike Patton, Sunn 0))), Marc Ribot, Michael Bisio und Beck, den er 2000 auf einer Japantournee begleitete. Mit Calvin Weston und Kato Hideki gründete er das Trio Dying Ground.
1994 erhielt Kang eine Förderung der Jack Straw Foundation und konnte so die ersten sieben einer Serie von Kompositionen, die er Nades nannte (ein Wortspiel mit Serenade) aufnehmen. Das Album machte ihn bei der Kritik bekannt und wurde 1996 in verschiedene Besten-Listen aufgenommen. Weitere Nades sind auf dem Folgealbum Theater of Mineral NADEs enthalten.
Weiterhin ist der Multiinstrumentalist genreübergreifend auf Alben von Joe McPhee, Arto Lindsay, Mr. Bungle, der Secret Chiefs 3, der Sun City Girls, Animal Collective (auf ihrem Album Feels), Laura Veirs, Robin Holcomb, The Decemberists (The Crane Wife; 2006), Sunn O (Monoliths & Dimensions) sowie von Boris (Altar) und napoli 13 zu hören. Er arbeitete außerdem mit Jim Knapp und hat für Blonde Redhead Arrangements geschrieben.
Kang lebt auf Vashon Island in Washington.

## Diskographische Hinweise
- 7 NADEs, Tzadik (1996)
- Sweetness of Sickness, RGI Industries (1996/9)
- Dying Ground, Avant (1998)
- Pieces of Time, Line 4 / Spool (1999)
- Michael Bisio & Eyvind Kang: MBEK, Meniscus Records (2000)
- The Story of Iceland, Tzadik (2000)
- Amir Koushkani with Eyvind Kang, In the Path of Love (2001)
- Live Low to the Earth in the Iron Age (2002)
- Virginal Co Ordinates, Ipecac (2003)[2]
- Eyvind Kang & Tucker Martine: Orchestra Dim Bridges, Conduit (2004)
- Jessika Kenney & Eyvind Kang Æstuarium, Endless Records (2005)
- Athlantis, Ipecac (2007)
- The Yelm Sessions, Tzadik (2007)
- Visible Breath, Ideologic Organ (2012)
- The Narrow Garden, Ipecac (2012)
- Grass (Tzadik, 2012)
- Alastor: Book of Angels Volume 21 (Tzadik, 2014)